# Serichlamys boti
Serichlamys boti (лат.) — вид мух-журчалок рода Serichlamys из подсемейства Microdontinae (Syrphidae).

## Этимология
Название этого вида является патронимом в честь Сандера Бота (Sander Bot), собравшего голотип и один из паратипов.

## Распространение
Встречается на территории Южной Америки: Колумбия и Эквадор на склонах Анд (на высоте 1450—1481 м).

## Описание
Муха-журчалка длиной 9,5—10 мм. Внешне этот вид больше всего похож на Serichlamys chloraspis, S. pallitarsis и S. varicaudata, которые имеют схожие размеры и окраску. Эти виды также разделяют следующую комбинацию признаков: лицо чёрное, голени полностью коричневые, тергит 3 широко матовый с узкими блестящими краями. Serichlamys boti отличается от трёх других видов, а также от всех других известных видов Serichlamys, частично голой ячейкой крыла dm. Он также отличается от трёх вышеупомянутых видов наличием только двух базовентральных щетинок на сурстилусе (вместо 4 или 5 у трёх других видов). Serichlamys boti сходен с S. pallitarsis в рисунке матовых пятен на 2-м тергите: матовые пятна уже, чем блестящие участки, разделяющие их (шире, чем блестящие участки у S. chloraspis и S. varicaudata). Serichlamys boti и S. pallitarsis также сходные оранжевые лапки (тёмные у S. chloraspis и S. varicaudata). Однако частично голая крыловая ячейка dm (полностью микротрихозная у S. pallitarsis) и две базовентральные щетинки на сурстилусе (4 или 5 у S. pallitarsis) чётко разделяют этот вид.

## Таксономия
Вид был впервые описан в 2025 году голландским диптерологом Menno Reemer (Naturalis Biodiversity Center, Лейден, Нидерланды) и эквадорским энтомологом Ximo Mengual (Instituto Nacional de Biodiversidad, Кито, Эквадор).